# Publi Valeri Publícola (cònsol 352 aC)
Publi Valeri Publícola (en llatí: Publius Valerius Publicola) va ser un magistrat romà que va viure al segle iv aC. Formava part de la gens Valèria, i portava el sobrenom de Publícola.
Va ser elegit cònsol de Roma l'any 352 aC junt amb Gai Marci Rutil i pretor dos anys després (350 aC) any en què va tenir el comandament d'un exèrcit de reserva en la guerra contra els gals. L'any 344 aC va ser nomenat dictador amb el propòsit de celebrar jocs per commemorar l'aparició de certs prodigis. L'any 332 va ser magister equitum del dictador Marc Papiri Cras, nomenat per combatre els gals, però tots dos van dimitir en veure que la sospita de la guerra no era certa.